# デレック・ロドリゲス
イバン・デレック・ロドリゲス（Iván Dereck Rodríguez, 1992年6月5日 - ）は、アメリカ合衆国 テキサス州タラント郡アーリントン出身のプロ野球選手（投手）。右投右打。現在は、フリーエージェント（FA）。
父はアメリカ野球殿堂入りしたイバン・ロドリゲス。

## 経歴

### プロ入りとツインズ傘下時代
2011年のMLBドラフト6巡目（全体208位）でミネソタ・ツインズから指名され、プロ入り。当時のポジションは外野手だった。契約後、傘下のルーキー級ガルフ・コーストリーグ・ツインズでプロデビュー。29試合に出場して打率.156、5打点、2盗塁を記録した。
2012年もルーキー級ガルフ・コーストリーグ・ツインズでプレーし、30試合に出場して打率.263、3本塁打、12打点、6盗塁を記録した。
2013年はアパラチアンリーグのルーキー級エリザベストン・ツインズでプレーし、41試合に出場して打率.222、3本塁打、19打点、7盗塁を記録した。
2014年、この年より投手に転向した。ルーキー級エリザベストンでプレーし、17試合に登板して2勝2敗5セーブ、防御率1.05、19奪三振を記録した。
2015年はルーキー級エリザベストン、A級シーダーラピッズ・カーネルズ、A+級フォートマイヤーズ・ミラクルでプレーし、3球団合計で15試合（先発14試合）に登板して6勝4敗、防御率3.35、66奪三振を記録した。
2016年はA級シーダーラピッズとA+級フォートマイヤーズでプレーし、2球団合計で23試合に先発登板して5勝13敗、防御率4.48、86奪三振を記録した。
2017年はA+級フォートマイヤーズとAA級チャタヌーガ・ルックアウツでプレーし、2球団合計で26試合（先発24試合）に登板して10勝6敗、防御率3.27、121奪三振を記録した。オフの11月6日にFAとなった。

### ジャイアンツ時代
2017年11月15日にサンフランシスコ・ジャイアンツとマイナー契約を結び、2018年のスプリングトレーニングに招待選手として参加することになった。
2018年は開幕を傘下のAAA級サクラメント・リバーキャッツで迎え、5月28日にメジャー契約を結んでアクティブ・ロースター入りした。翌29日のコロラド・ロッキーズ戦でメジャーデビューし、この試合では初安打初打点も記録した。6月には先発ローテーション入りし、最終的に21試合（先発19試合）に登板して6勝4敗、防御率2.81、89奪三振を記録した。
2019年は28試合（先発16試合）に登板して6勝11敗、防御率5.64、71奪三振を記録した。
2020年8月26日にDFAとなった。

### タイガース傘下時代
2020年8月31日にウェイバー公示を経てデトロイト・タイガースへ移籍した。10月27日にマイナー契約となり、傘下のAAA級トレド・マッドヘンズへ送られた。その後、11月2日にFAとなった。

### ロッキーズ傘下時代
2020年11月9日にコロラド・ロッキーズとマイナー契約を結んだと報じられ、17日に正式公示された。
2021年は傘下のAAA級アルバカーキ・アイソトープスでプレーし、22試合（先発19試合）に登板して4勝6敗、防御率6.72、87奪三振を記録した。オフの11月7日にFAとなった。

### ツインズ時代
2022年1月13日にツインズとマイナー契約を結んだ。開幕は傘下のAAA級セントポール・セインツで迎え、4月13日にメジャー契約を結んでアクティブ・ロースター入りした。1試合に登板後の4月15日にDFAとなり、翌16日にマイナー契約でAAA級セントポールへ配属された。2023年5月15日に自由契約となり、同日中にアトランタ・ブレーブスに移籍した。

### ブレーブス時代
2023年5月15日にウェイバー公示を経て、ブレーブスに移籍した。移籍後は傘下のAAA級グウィネット・ストライパーズに配属された。9月18日にDFA、レギュラーシーズン終了後の10月13日にFAとなった。

## 詳細情報

### 年度別投手成績
| 年 度    | 球 団    | 登 板 | 先 発 | 完 投 | 完 封 | 無 四 球 | 勝 利 | 敗 戦 | セ 丨 ブ | ホ 丨 ル ド | 勝 率 | 打 者 | 投 球 回 | 被 安 打 | 被 本 塁 打 | 与 四 球 | 敬 遠 | 与 死 球 | 奪 三 振 | 暴 投 | ボ 丨 ク | 失 点 | 自 責 点 | 防 御 率 | W H I P |
| -------- | -------- | ----- | ----- | ----- | ----- | -------- | ----- | ----- | -------- | ----------- | ----- | ----- | -------- | -------- | ----------- | -------- | ----- | -------- | -------- | ----- | -------- | ----- | -------- | -------- | ------- |
| 2018     | SF       | 21    | 19    | 0     | 0     | 0        | 6     | 4     | 0        | 0           | .600  | 487   | 118.1    | 98       | 9           | 36       | 2     | 7        | 89       | 1     | 0        | 43    | 37       | 2.81     | 1.13    |
| 2019     | SF       | 28    | 16    | 0     | 0     | 0        | 6     | 11    | 0        | 0           | .353  | 439   | 99.0     | 108      | 21          | 36       | 0     | 2        | 71       | 1     | 0        | 74    | 62       | 5.64     | 1.45    |
| 2020     | SF       | 2     | 0     | 0     | 0     | 0        | 0     | 0     | 0        | 0           | ----  | 24    | 4.0      | 10       | 2           | 3        | 0     | 0        | 2        | 0     | 0        | 6     | 6        | 13.50    | 3.25    |
| 2022     | MIN      | 2     | 0     | 0     | 0     | 0        | 0     | 1     | 0        | 0           | .000  | 34    | 7.2      | 7        | 3           | 4        | 1     | 0        | 4        | 0     | 0        | 5     | 3        | 3.52     | 1.43    |
| 2023     | MIN      | 1     | 0     | 0     | 0     | 0        | 0     | 0     | 0        | 0           | ----  | 4     | 0.2      | 1        | 0           | 1        | 0     | 0        | 0        | 0     | 0        | 1     | 1        | 13.50    | 3.00    |
| 2023     | ATL      | 3     | 0     | 0     | 0     | 0        | 0     | 0     | 0        | 0           | ----  | 26    | 4.2      | 8        | 2           | 4        | 0     | 0        | 1        | 1     | 0        | 8     | 8        | 15.43    | 2.57    |
| '23計    | ATL      | 4     | 0     | 0     | 0     | 0        | 0     | 0     | 0        | 0           | ----  | 30    | 5.1      | 9        | 2           | 5        | 0     | 0        | 1        | 1     | 0        | 9     | 9        | 15.19    | 2.63    |
| MLB：5年 | MLB：5年 | 57    | 35    | 0     | 0     | 0        | 12    | 16    | 0        | 0           | .429  | 1014  | 234.1    | 232      | 37          | 84       | 3     | 9        | 167      | 3     | 0        | 137   | 117      | 4.49     | 1.35    |

- 2023年度シーズン終了時

### WBCでの投手成績
| 年 度 | 代 表        | 登 板 | 先 発 | 勝 利 | 敗 戦 | セ ｜ ブ | 打 者 | 投 球 回 | 被 安 打 | 被 本 塁 打 | 与 四 球 | 敬 遠 | 与 死 球 | 奪 三 振 | 暴 投 | ボ ｜ ク | 失 点 | 自 責 点 | 防 御 率 |
| ----- | ------------ | ----- | ----- | ----- | ----- | -------- | ----- | -------- | -------- | ----------- | -------- | ----- | -------- | -------- | ----- | -------- | ----- | -------- | -------- |
| 2023  | プエルトリコ | 1     | 0     | 0     | 0     | 0        | 3     | 0.2      | 0        | 0           | 1        | 0     | 0        | 0        | 0     | 0        | 0     | 0        | 0.00     |

### 年度別守備成績
| 年 度 | 球 団 | 投手（P） | 投手（P） | 投手（P） | 投手（P） | 投手（P） | 投手（P） |
| 年 度 | 球 団 | 試 合     | 刺 殺     | 補 殺     | 失 策     | 併 殺     | 守 備 率  |
| ----- | ----- | --------- | --------- | --------- | --------- | --------- | --------- |
| 2018  | SF    | 21        | 7         | 7         | 0         | 1         | 1.000     |
| 2019  | SF    | 28        | 4         | 9         | 0         | 2         | 1.000     |
| 2020  | SF    | 2         | 1         | 0         | 0         | 0         | 1.000     |
| MLB   | MLB   | 51        | 12        | 16        | 0         | 3         | 1.000     |

- 2021年度シーズン終了時

### 背番号
- 57（2018年 - 2020年）
- 32（2022年）
- 59（2023年）

### 代表歴
- 2023 ワールド・ベースボール・クラシック・プエルトリコ代表